# زینب سکانوند
زینب سکانوند لکران (زادهٔ ۱ تیر ۱۳۷۳ – درگذشتهٔ ۱۰ مهر ۱۳۹۷) زنی کُرد اهل ایران بود که به اتهام قتل همسرش حسین سرمدی، در سال ۱۳۹۷ در زندان مرکزی ارومیه به دار آویخته شد. اعدام او که در زمان قتل شوهرش ۱۷ ساله بود، واکنش‌هایی را به دنبال داشت. او در ۱۵ سالگی ازدواج کرده بود و پس از دو سال زندگی مشترک در اسفند سال ۱۳۹۰ به اتهام قتل همسرش بازداشت شد. بنابر گزارش‌ها او بارها مورد و آزار و اذیت و نیز ضرب و شتم همسرش قرار گرفته بود و همچنین همسرش تقاضای طلاق او را رد می‌کرد.

## زندگی‌نامه
زینب سکانوند لکران در ۱ تیر ۱۳۷۳ از یک خانوادۀ فقیر و سنتی و از کردهای ایران در یکی از روستاهای شهرستان شوط زاده شد. وی به دلیل فقر و دیدگاه سنتی خانواده در شرایط سخت زندگی می‌کرد تا اینکه با حسین سرمدی آشنا شده و تنها راه نجات خودش را فرار از خانه به همراه این مرد دیده است. او به همراه همسرش از خانه فرار کرده و بعد از مدتی با رضایت خانواده و دادن مقداری پول از سوی همسر متوفی‌اش به خانواده‌اش، رسما با اجازه خانواده توانسته با او ازدواج کند.

## حادثه
در گزارش خبرگزاری میزان وابسته به قوه قضائیه جمهوری اسلامی ایران درباره جزئیات این حادثه آمده‌است:
زینب سکاوند و همسرش شب حادثه به منظور شب نشینی به منزل پدر همسرش می‌روند که بعد از تماشای فیلم به منزل خود رفته و اختلافی پیش می آید و زن حالت قهر به خود می‌گیرد، شوهر پس از اینکه ناراحتی همسر خود را می‌بیند برای دلجویی به او پیشنهاد می‌کند که دست، پا و چشمان او را ببندد و او را به نوعی تنبیه کند و کتک بزند تا به اصطلاح آرام شود؛ اما زینب سکاوند بعد از بستن دست، پا و چشم شوهرش از آشپزخانه چاقو را آورده و با دو ضربه به گلوی همسر نهایتا او را به قتل می‌رساند و بعد به صورت خود معرف به کلانتری مراجعه می‌کند.
 بنابر گزارش عفو بین‌الملل زینب سکاوند با وجود آنکه به قتل همسرش اقرار می‌کند اما پس از بازداشت، به مدت ۲۰ روز مورد کتک و شکنجه ماموران قرار می‌گیرد. او در زمان قتل شوهرش تنها ۱۷ سال سن داشته‌است.

## انگیزه قتل
زینب سکانوند در اسفندماه ۱۳۸۸ با ۱۵ سال سن ازدواج کرد. انگیزه قتل او به خشونت خانگی مرتبط شده‌است. بنابر گزارش عفو بین‌الملل و همچنین به گفته زینب سکانوند و نزدیکانش، او بارها مورد آزار و اذیت و ضرب و شتم همسرش قرار می‌گیرد و همسرش درخواست طلاق او را رد می‌کند. او حتی توسط برادر شوهرش هم مورد تجاوز قرار می‌گیرد. به دلیل این رفتارها، او به پلیس شکایت می‌کند اما شکایت‌هایش بی‌نتیجه می‌ماند. او بعدتر در آخرین جلسه دادگاهش، وقتی برای اولین بار به وکیل تسخیری دسترسی پیدا کرد، اعتراف خود را تکذیب کرد و به قاضی گفت که برادر شوهرش، که به گفته او چندین بار به او تجاوز کرده بود، مرتکب آن قتل شده است. سکانوند به قاضی گفت که برادر شوهرش به او وعده داده بوده که اگر مسئولیت قتل را به عهده گیرد، او را خواهد بخشید. دادگاه از بررسی اظهارات زینب سکانوند سر باز زد و در عوض، با استناد به اعترافات قبلی وی که بدون حضور وکیلش ادا شده بودند، حکم اعدام را صادر کرد.

## محاکمه و اعدام
جریان محاکمه و حکم قصاص سکانوند در سال ۱۳۹۳ درحالی صورت گرفت که وکیل مدافع نداشت. همچنین او پس از گذشت چند سال از زمان بازداشتش در زندان با یکی از زندانیان ازدواج کرده بود و باردار بود اما در اثر شوک روحی قبل از اعدام نوزادش را از دست داد. زینب سکانوند در ۱۰ مهر ۱۳۹۷ و در سن ۲۴ سالگی در زندان مرکزی ارومیه اعدام شد.